# Ermita del Miracle dels Peixets
L'ermita del Miracle, del Miracle dels Peixets o, senzillament, dels Peixets, és una ermita d'Alboraia (Horta Nord, País Valencià), situada al sud de la desembocadura del barranc de Carraixet, prop de la platja de la Patacona. Així mateix, sobremira Port Saplatja, un nucli urbà d'Alboraia situat a la riba nord del barranc. L'ermita està dedicada al Santíssim Sagrament.
Junt a l'ermita està la Font dels Peixets, construïda en 1959. El dilluns de Pasqua se celebra una romeria a l'ermita, amb menjar comunitari i diferents actes festius i religiosos.

## Arquitectura
La seua construcció data de l'any 1901. L'ermita presenta planta rectangular, d'estil neogòtic amb finestrals ogivals i teulada a dues aigües. La façana està dividida verticalment en tres trams dels quals el central és de major amplària, cada tram separat per contraforts rematats amb pinacles merament decoratius. També el tram central presenta el portal d'entrada, la porta d'accés s'obri baix arc conopial, i en les seues fulles fetes en planxa de zinc presenta figures al·lusives al miracle. Sobre ella hi ha un panell ceràmic que fa al·lusió al miracle suposadament ocorregut en l'any 1348 en aquest mateix, amb la inscripció «Ermita del Milagro - Año 1907».
L'interior de l'ermita té com a coberta una volta de canó apuntat realitzada en rajola; als peus es troba el cor alt al que s'accedeix per una escala de caragol. El presbiteri té una barana metàl·lica en els laterals i dues graderies. L'altar major és de marbre sostingut per dues columnes amb un retaule de taulells adossat a la paret amb la representació del miracle. En la part superior presenta un òcul. A la sagristia s'accedeix des dels laterals de l'altar, travessant unes portes apuntades. La coberta exterior és de dues aigües.

## Miracle dels peixets
L'ermita és el lloc on els alboraiencs festegen el miracle dels peixets. Segons les narracions populars, el fet miraculós es basa en el fet que el capellà d'Alboraia, tractant de portar el viàtic a un fidel moribund que vivia a Almàssera (poble morisc en aquella època) va haver de creuar el barranc del Carraixet, quan es va veure sorprès per un torrent d'aigua, la qual cosa va provocar que li caiguera a l'aigua el coborri (una arquella amb cadena que es penjava pendent del coll, i que abans del Concili de Trento usaven els sacerdots quan tenien necessitat d'administrar la comunió fora de l'església). El miracle es va produir quan dos peixos van emergir amb les sagrades formes, dipositant-les en el calze que portava el sacerdot.